# 中西悠綺
中西 悠綺（1997年2月25日—），日本女演員、歌手。日本三重縣出身。中国電影『神奇旅行社』擔任女主角。畢業於北京中央戲劇學院。在香港學過武術。

## 事業
13岁以日本少女偶像团体Tokyo Cheer2 Party第一期成员出道。 
从少女偶像团体成立到毕业期间一直站在C位担任主唱。 
第二张专辑单曲(Major Second Single)『いいじゃん!』成为日本黄金时段人气节目 “ぐるぐるナインティナイン(美食冤大头)”的片尾曲. 除此之外，广泛涉足电影、电视剧、舞台等领域。
2015年从少女偶像团体毕业后，开始以演员身份活跃于公众视野，并成为著名钢球游戏店弾子机中的角色形象，2016年8月起，成为全国所有钢球游戏店弾子机中角色形象.
2022年上映的中国电影『神奇旅行社』担任女主角。在沖繩國際電影節上，中西悠綺主演的中國電影神奇旅行社被列在了特邀部門的目錄中。
```
[
2
]
```

現在中西悠綺的中國社群網站一共有40萬的粉絲。
微博 :https://weibo.com/u/7362195922 （页面存档备份，存于）
抖音 : 中西悠绮(yuuki_nakanishi)
小紅書: https://www.xiaohongshu.com/user/profile/5df4f9c700000000010027be?xhsshare=CopyLink&appuid=5df4f9c700000000010027be&apptime=1599894164
嗶哩嗶哩: 中西悠绮
Instagram: https://www.instagram.com/nakanishi_yuuki/?hl=ja （页面存档备份，存于）
Facebook: https://m.facebook.com/yuukinakanishiofficial/
Twitter: https://mobile.twitter.com/nakanishi_yuuki （页面存档备份，存于）
日本Tiktok: 中西悠綺(yuuki_nakanishi)
YouTube: https://youtube.com/channel/UCTCEnWSCSXSB6B8ZVTT-rYg （页面存档备份，存于）
等等。

## 年谱
2008年，avex比赛 模特部门 大奖
2008年，avex 日本少学女生时尚杂志『nico☆puchi』模特试镜 特别奖
2011年，在Crime Music Entertainment 推出首张CD.
2013年，在Victor Entertainment推出团体专辑
2013年，Victor Entertainment 推出个人单曲(Major solo debut) 歌名为『向日葵』 
2014年，在电影《柳生十兵卫〜改世之旅》中与松方弘树合作，饰演女主角.
2014年，在NHK晨间剧《康乃馨》改编的舞台剧中，饰演世界著名设计师小篠三姐妹中的小妹，小篠美智子.饰演年龄跨度从13岁到54岁，而当时实际年龄只有17岁. 
此外，出演了多部电影、电视剧、舞台剧。
从小立志当演员. 13岁在演艺圈出道。
会说中文。 在香港学习过武术功夫。 擅长唱歌和舞蹈. 从小学习新体操，身体柔韧性强。 毕业于中央戏剧学院。

## 外部連結
- 官方博客 （页面存档备份，存于）
- 中西悠綺的X（前Twitter）
- 中西悠綺的Instagram帳戶